# Scout en África
Scout en África (en inglés Scout's safari) es una serie de televisión de 2002. Trata sobre una chica llamada Scout (interpretada por  Anastasia Baranova) que se va a vivir a Sudáfrica, dejando la ciudad de Nueva York. En todos los episodios Scout encuentra distintas situaciones y aprende nuevas lecciones. Cuenta con una primera temporada de 20 episodios y una segunda de 6.

## Emisión
- Discovery Kids y NBC en Estados Unidos.
- Boomerang en Latinoamérica (estrenada el 3 de marzo de 2008)

- Datos: Q7438306